# Challacollo
Challacollo, conocido San Pedro de Challacollo actualmente, es una localidad de Bolivia, perteneciente al municipio de El Choro en la provincia de Cercado dentro del Departamento de Oruro. Se encuentra distante a unos 20 kilómetros de Oruro, actualmente a unos 25 minutos en vehículo.
Está situado al oeste del Río Desaguadero y al norte del Lago Poopó.

## Historia
Los conquistadores observaron que el territorio tenía una población abundante, los indígenas del lugar tenían una organización que intercomunicaba el altiplano con los valles, esta organización les permitía el intercambio de productos agrícolas en toda la región.
Esta región, por las condiciones de organización que tenía, fue interesante para la empresa colonial, la cual inició un ordenamiento territorial de las etnias que lo ocupaban, los Sora, Kasaya y Uru.
El conquistador español Lorenzo de Aldana se hizo propietario de estos terrenos.
Lorenzo de Aldana, en sus últimos días de vida solicitó a los Agustinos para que puedan iniciar su labor evangelizadora en la región, los cuales llegaron a encargarse de las poblaciones de Challacollo, Paria y Capinota.

### Muerte del Capitán Lorenzo de Aldana
Lorenzo de Aldana estando enfermo, en sus últimos días, el 11 de marzo de 1560 decidió acogerse al Obispo de Lima, Fr. J de Loayza, en la que llegó a determinarse que para alcanzar la absolución, tenía como obligación restituir todos los bienes que consiguió con la colonia a sus legítimos propietarios, bienes que consistían en las propiedades territoriales del altiplano de Oruro y los valles de Cochabamba, hasta una hacienda en La Plata.

#### Testamento de Aldana hacia la etnia de los Urus
Aldana solicitó que se inicie la labor evangelizadora de los agustinos, los cuales se trasladaron desde México por los años de 1550, llegando a Paria para cumplir los deseos del encomendero e iniciar con la administración de sus bienes.
El 24 de abril del año de 1559, lo agustinos fundan los conventos de Challacollo y Capinota, porterior a esto construyen Hospitales siguiendo las instrucciones del encomendero Lorenzo de Aldana por el cual se permitió que los bienes y patrimonio de su encomienda pasen a los indígenas Urus el año de 1568. Los urus apiadaron al encomendero, por ser despreciados por otras etnias quienes los denominaban “chullpa puchus” o restos de chullpa.

### Fundación del convento de Challacollo
La labor evangelizadora de los Agustinos hizo que se fundara el convento de Challacollo, con el fin de congregar a los Urus que encontraban su refugio y residencia de las aguas y totorales de la Laguna Grande de Paria (Actual lago Poopó), los urus demostraron un carácter indomable, esquivo y renuente a la evangelización de los agustinos, situación que se había producido con anterioridad en el periodo Inca. 

### La Plaza de Challacollo
Al igual que la construcción de la iglesia, también se creó una nueva plaza en San pedro de Challacollo, la cual fue dividida en dos sectores, Aransaya (al norte) y Urinsaya (al sur), y junto a la iglesia, estas construcción sirvieron a los Agustinos para adoctrinar a los indígenas en la evangelizacion.
La plaza era un taypi (terreno comunal), en el centro del poblado, se congregaban los ayllus Marca, Sora, Taraco y Tinta, los cuales estaban distribuidos en las cuatro esquinas de la plaza, para realizar las doctrinas religiosas que eran inculcadas por los agustinos.